# Montabaur (Verbandsgemeinde)
Montabaur est une Verbandsgemeinde (collectivité territoriale) de l'arrondissement de Westerwald dans la Rhénanie-Palatinat en Allemagne. Le siège de cette Verbandsgemeinde est dans la ville de Montabaur.
La Verbandsgemeinde de Montabaur consiste en cette liste d'Ortsgemeinden (municipalités locales) :

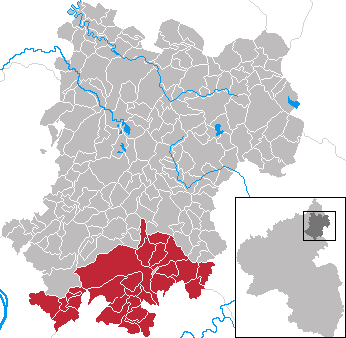
Localisation de la Verbandsgemeinde de Montabaur dans l'arrondissement de Westerwald

| 1. Boden 2. Daubach 3. Eitelborn 4. Gackenbach 5. Girod 6. Görgeshausen 7. Großholbach 8. Heilberscheid 9. Heiligenroth 10. Holler 11. Horbach 12. Hübingen 13. Kadenbach | 1. Montabaur 2. Nentershausen 3. Neuhäusel 4. Niederelbert 5. Niedererbach 6. Nomborn 7. Oberelbert 8. Ruppach-Goldhausen 9. Simmern 10. Stahlhofen 11. Untershausen 12. Welschneudorf |